# Атаджанов, Алихан Рахматович
Алихан Рахматович Атаджанов (узб. Alixan Rahmatovich Atajanov; 29 сентября 1938, Ташкент, Узбекская ССР, СССР — 22 апреля 2023) — советский узбекский хозяйственный, государственный и партийный деятель.

## Биография
Родился в 1938 году в Ташкенте. Член КПСС с 1963 года.

### Образование
В 1960 окончил Среднеазиатский политехнический институт. 
В 1975 заочно окончил Высшую партийную школу при ЦК КПСС.
В 1983 в Институте экономики Академии наук Узбекской ССР защитил диссертацию на соискание учёной степени кандидата экономических наук. Тема диссертации: «Совершенствование управления газовой промышленностью Узбекской ССР».

### Трудовая деятельность
- 1960 — мастер управления «Таджиквзрывпром», Душанбе.
- 1961 — инженер, ст. инженер, начальник отдела треста «Ташгаз», гл. специалист, начальник отдела, начальник службы управления «Узбекгаз», начальник республиканской инспекции «Узгазнадзор», управляющий трестом «Ташпромкоммунгаз».
- 1967 — инструктор ЦК КПУ.
- 1970 — начальник Главного Управления по газификации Совета Министров УзбССР.
- 1978 — председатель Государственного комитета по газификации.
- 1979 — начальник Всесоюзного промышленного объединения «Союзузбекгазпром».
- 1988 — зам. председателя СМ Узб. ССР.
- 1989 — Заместитель Председателя Совета Министров Узбекской ССР, Председатель Государственного планового комитета Узбекской ССР.

C 1989 — 1-й секретарь Кашкадарьинского обкома КПУ, одновременно с марта 1990 — председатель Кашкадарьинского облсовета.
С мая 1991 — зам. пред. КМ УзбССР — министр труда. Член ЦКК КПСС с июля 1990.
Избирался депутатом Верховного Совета Узбекской ССР 10-го и 11-го созывов, народным депутатом СССР. Член ВС СССР до декабря 1990.
По данным Е.Кожокина — А.Халмурадова — «отстранен от власти за осторожную пророссийскую позицию» (с. 206).
О смерти стало известно 22 апреля 2023 года.